# مجله تصویری جنگ
مجلهٔ تصویری جنگ نام یک مجموعهٔ تلویزیونی ایرانی به کارگردانی سعید کلاهی است که در سال ۱۳۶۷ تهیه و از شبکه ۱ سیمای جمهوری اسلامی ایران  پخش گردید.

## خلاصه داستان
پیرمردی، مسئول رساندن نامه‌ها به رزمندگان در خط مقدم جبهه‌ها است و با اینکارش، خود در شادی آنان سهیم می‌شود. در دوران جنگ ایران و عراق که هشت سال بطول انجامید، مهربانی و ازخودگذشتگی و همدلی، مضامینی بود که در زیباترین شکل خود دیده می‌شد و این مجموعه تلویزیونی، گوشه‌ای از این روابط عالی انسانی را به تصویر می‌کشید.

## بازیگران و عوامل تولید

### بازیگران
- فرخ فرهمند
- سیامک حلمی
- خسرو معتمدی
- عباس ظفری

### عوامل تولید
- کارگردان: سعید کلاهی
- نویسنده: محمود گل‌باطن
- تصویربردار: محمد زین‌الدینی
- تدوین: فرزانه اخگر
- تهیه‌کننده: رحمان سعیدی
- فرمتتصویر: ۱۶ میلیمتری
- محصول: گروه جنگ شبکه ۱ سیمای جمهوری اسلامی ایران
- سال تولید: ۱۳۶۷